# Сквер Ислама Каримова
Сквер Ислама Каримова — сквер в Москве, расположенный в районе Якиманка между домом 39, строение 1 по улице Большая Полянка и домом 13 по 1-му Казачьему переулку. Сквер расположен в непосредственной близости к зданию консульского отдела посольства Узбекистана в России и гостевому дома Узбекистана.

## История
Осенью 2016 года после смерти первого президента Узбекистана Ислама Каримова российские и узбекские деятели науки и культуры обратились к московским властям с предложением открыть в городе сквер в память национального лидера. Предложение было одобрено Городской межведомственной комиссией по наименованию территориальных единиц под председательством вице-мэра Москвы Леонида Печатникова, и 1 ноября 2016 года президиум мэрии Москвы принял постановление о присвоении имени Каримова скверу близ здания посольства.

## Благоустройство сквера и открытие памятника

Памятник Исламу Каримову в Москве

Уже в ноябре в Москву для изучения сквера прибыла группа узбекских скульпторов, а в декабре Комиссия по монументальному искусству Московской городской думы приняла решение об установке в сквере памятника первому президенту Узбекистана. В мае 2017 года Лола Каримова-Тилляева сообщила, что передала московским властям проект благоустройства сквера и проект памятника, разработанные при участии британского скульптора Пола Дэя.
Благоустройство сквера завершилось в 2018 году. На территории была проведена перепланировка, высадка новых растений и установка малых архитектурных форм, обустройство освещения и ландшафтной подсветки. Дизайн скамеек, урн и забора в сквере использует восточные мотивы. Кроме того, в лавки в центральной части сквера вмонтированы розетки.
Памятник Исламу Каримову был торжественно открыт в 2018 году в присутствии делегации из Узбекистана, включая спикера Сената республики Нигматиллу Юлдашева и вдову Каримова Татьяну. Памятник представляет собой фигуру Каримова в полный рост на фоне архитектурного ансамбля исторической площади Регистан в Самарканде. Монумент изготовлен из бронзы.
По итогам работ по благоустройству, проведенных в Москве за 2018 год, сквер Ислама Каримова был признан одним из лучших проектов, выполненных за счет инвестора.